# 温川温泉 (群馬県)
温川温泉（ぬるかわおんせん）は、群馬県吾妻郡東吾妻町にある温泉。浅間隠温泉郷の温泉のひとつ。
「目の湯」と称しており、眼病に効くといわれている。一件宿の白雲荘があったが閉館している。浅間隠温泉郷の中にあり、さほど離れていないところに、鳩の湯温泉と薬師温泉がある。

## アクセス
- 鉄道:吾妻線中之条駅下車タクシーで30分
- 車:国道406号より浅間隠温泉郷の脇道に入る